# Эпидермальный фактор роста
Эпидермальный фактор роста (англ. Epidermal Growth Factor, EGF) — белок, стимулирующий клеточный рост и клеточную дифференцировку эпителиального покрова с помощью рецептора эпидермального фактора роста. Человеческий эпидермальный фактор роста (далее — ЭФР) — белок с 53 аминокислотными остатками и тремя внутримолекулярными дисульфидными связями.

## История
Эпидермальный фактор роста был открыт Стэнли Коэном, лауреатом Нобелевской премии 1986 года в области физиологии и медицины.

## Функции

На схеме показаны ключевые компоненты, участвующие в биохимических изменениях, включающих воздействие с помощью ЭФР:
EGF — Эпидермальный фактор роста
EGFR — Рецептор эпидермального фактора роста
P- — Фосфатные связи
Extracellular — внеклеточное [пространство]
cell surface membrane — клеточная мембрана
GDP — Гуанозиндифосфат (ГДФ)
GTF — Гуанозинтрифосфат (ГТФ)
RAF — Фактор активации тромбоцитов
S6 — Сера
Nucleus — Ядро
Cytoplasm — Цитоплазма
RAS — гуанозинтрифосфатазы
MAPK — митоген-активируемая протеинкиназа

Эпидермальный фактор роста ускоряет рост и деление эпителиальных клеток. ЭФР — полипептид, он имеет относительно небольшую молекулярную массу (6054 Да), впервые был найден в подчелюстных железах мыши, но после этого также был найден в слюнных железах человека. ЭФР слюны играют важную физиологическую роль в обслуживании эпителия пищевода и желудка. Биологический эффект слюнного эпидермального фактора роста включает залечивание слизистой оболочки рта и желудочно-пищеводного отдела, изоляцию стенок желудка от кислоты, содержащейся в желудочном соке, а также стимуляцию синтеза ДНК.

## Биологические источники
Эпидермальный фактор роста содержится (у человека) в тромбоцитах, фагоцитах, моче, слюне, молоке и в плазме крови.

## Механизм работы
ЭФР действует путём связывания с рецептором эпидермального фактора роста на поверхности клеток, после чего стимулирует активность внутриклеточных тирозинкиназ. Белки тирозинкиназы, в свою очередь, передают сигнал внутри клетки, что приводит к различным биохимическим изменениям (повышение концентрации внутриклеточного кальция и усиление гликолиза, увеличение скорости синтеза белка, синтез ДНК.), что в конечном итоге приводит к делению клетки. В результате деление клеток в присутствии ЭФР происходит быстрее, чем деление клеток без эпидермального фактора роста.

## Семейство эпидермальных факторов роста
ЭФР — один из членов семейства белков, отвечающих за деление клеток эпителиального покрова. В это семейство также входят:
- Гепарин-связывающий белок, участвующий в процессе стимуляции деления клеток эпителиального покрова с помощью эпидермального фактора роста (HB-EFG)
- Трансформирующий фактор роста (TGF)
- Амфирегулин (AR)
- Эпирегулин (EPR)
- Эпиген
- Бетацеллюлин (BTC)
- Нейрегулин-1 (NRG1)
- Нейрегулин-2 (NRG2)
- Нейрегулин-3 (NRG3)
- Нейрегулин-4 (NRG4)

Все эти белки содержат одну или несколько характерных аминокислотных последовательностей:
CX7CX4-5CX10-13CXCX8GXRC,
где X — любая аминокислота.
Эта последовательность состоит из шести цистеиновых остатков, которые образуют три внутримолекулярные дисульфидные связи. Образование дисульфидных связей создаёт три структурных цикла, которые имеют особое значение, так как они участвуют в связывании членов семейства ЭФР с рецепторами клеточной поверхности.

## Ингибирование рецепторов ЭФР
Ингибирование рецепторов эпидермального фактора роста снижает риск заболеванием раком. Фармацевтические препараты, разработанные для борьбы с раком, включают в себя гефинитиб и эрлотиниб, предотвращающие заболевание раком лёгких, а также цетуксимаб, предотвращающий заболевание человека раком толстой кишки.

## ЭФР как лекарственное средство
При диабетической стопе и других диабетических язвах применяют Эпидермальный фактор роста человеческий рекомбинантный ЭФРчр (англ. Recombinant Human Epidermal Growth Factor) — белок высокой очистки, получаемый методом генной инженерии с помощью особого штамма дрожжей Saccharomyces cerevisiae, в геном которого был введён ген ЭФРчр. ЭФРчр оказывает ранозаживляющее, стимулирующее регенерацию, стимулирующее эпителизацию действие, при этом механизм такого действия идентичен механизму действия эндогенного (вырабатываемого в организме человека) ЭФР.
ЭФРчр применяется в составе комплексной терапии синдрома диабетической стопы, когда у пациента имеются глубокие незаживающие в течение по крайней мере четырёх недель раны площадью более одного квадратного сантиметра, достигающие сухожилия, связки, сустава или кости. Способ применения — инъекционное обкалывания предварительно очищенной раны до образования грануляционной ткани, покрывающей всю поверхность раны. Протяжённость применения не должна превышать восьми недель.
Противопоказанием к применению ЭФРчр являются:
- беременность,
- возраст до 18 лет,
- грудное вскармливание,
- диабетическая кома, диабетический кетоацидоз,
- злокачественные новообразования,
- инфекционный процесс, в том числе остеомиелит,
- критическая ишемия конечности,
- некроз раны,
- почечная недостаточность,
- тромбоэмболии,
- фибрилляция предсердий с неконтролируемым ритмом,
- эпизоды острой сердечно-сосудистой патологии в течение последних трёх месяцев[1].

## ЭФР в биоинженерии
ЭФР используется как биологически активное соединение для модификации матриксов биоинженерных имплантатов, как способ стимулирования пролиферации эпителиальных клеток in vivo и in vitro.